# Cryptops annexus
Cryptops annexus är en mångfotingart som beskrevs av Chamberlin 1962. Cryptops annexus ingår i släktet Cryptops och familjen Cryptopidae. Inga underarter finns listade i Catalogue of Life.